# Vierges pour le bourreau
Pour plus de détails, voir Fiche technique et Distribution.
Vierges pour le bourreau (Il boia scarlatto) est un film d'horreur italien réalisé par Massimo Pupillo, sorti en 1965.

## Synopsis
Éditeur de romans-photos sexy, Daniel Parks écume la campagne italienne pour organiser un shooting photo dans un vieux château laissé à l'abandon et juché au sommet d'une colline. Il est accompagné de son ami Rick, un écrivain qui utilise ses photos pour les couvertures de ses romans, sa secrétaire et habilleuse Edith, son photographe Dermott et cinq jeunes mannequins. 
Dans le manoir, alors qu'ils investissent le lieu, ils découvrent qu'il est bien habité par un ancien acteur, Travis Anderson, protégé par ses gardes du corps. Il somme l'équipe de partir immédiatement jusqu'au moment où il reconnait Edith, son ancienne fiancée. Finalement, il se ravise et les autorise à rester mais leur demande de ne pas se rendre dans les souterrains.
Mais Parks et ses collègues s'y aventurent pour prendre des photos comme prévu malgré l'avertissement du châtelain... Ils ignorent que les lieux furent jadis le théâtre de meurtres horribles de femmes perpétrés par un assassin sadique, John  Stuart surnommé le « bourreau rouge », dans une chambre des tortures et dont la dépouille repose dans les souterrains en question. Schizophrène, Travis Anderson est persuadé d'être sa réincarnation. Enfilant son costume rouge de bourreau, il se met en tête de décimer ses invités les uns après les autres...

## Fiche technique
- Titre original : Il boia scarlatto
- Titre français : Vierges pour le bourreau[1]
- Réalisation : Massimo Pupillo
- Scénario : Roberto Natale et Romano Migliorini
- Montage : Mariano Arditi
- Musique : Gino Peguri
- Photographie : Luciano Trasatti
- Production : Francesco Merli et Ralph Zucker
- Société de production et distribution : M.B.S. Cinematografica et International Entertainment Corp.
- Pays d'origine :  Italie
- Langue originale : italien
- Format : couleur
- Genre : horreur
- Durée : 87 minutes
- Dates de sortie : 
  - Italie : 28 novembre 1965
  - France : 8 juin 1966[1]
- Affiche : Constantin Belinsky (France)

## Distribution
- Mickey Hargitay  (VF : Jean-Pierre Duclos) : Travis Anderson
- Walter Bigari (crédité comme Walter Brandt)  (VF : Michel Gatineau) : Rick
- Luisa Baratto (créditée comme Louise Barrett)  (VF : Claude Chantal) : Edith
- Ralph Zucker : Dermott
- Alfredo Rizzo (crédité comme Alfred Rice)  (VF : Claude Bertrand) : Daniel Parks
- Nando Angelini (crédité comme Nick Angel)  (VF : Jacques Beauchey) : Perry
- Barbara Nelli (créditée comme Barbara Nelly)  (VF : Nicole Favart) : Suzy
- Moa Tahi  (VF : Joelle Janin) : Kinojo
- Rita Klein : Nancy
- Albert Gordon : Raoul
- Femi Benussi (créditée comme Femi Martin)  (VF : Sophie Leclair) : Annie
- Gino Turini (crédité comme John Turner) (VF : Jean Violette) : un garde du corps d'Anderson
- Roberto Messina (crédité comme Robert Messenger) : un garde du corps d'Anderson
- Narration : Jean Violette